# Sehlem (Niedersachsen)
Sehlem er en by og tidligere kommune i det centrale Tyskland med 740(2011) indbyggere, hørende under Landkreis Hildesheim i den sydlige del af delstaten Niedersachsen. Den er en del af amtet (Samtgemeinde) Lamspringe.

## Geografi
Sehlem ligger syd for Hildesheim, syd for Hildesheimer Wald og vest for højdedraget Harplage.
Ud over hovedbyen Sehlem, findes landsbyen Evensen i kommunen.